# فضیلت خودخواهی
فضیلت خودخواهی: مفهوم جدیدی از خودگرایی مجموعه نوشتارها و مقالاتی از آین رند و ناتانیل براندناست. اغلب نوشتارها در اصل در خبرنامه عینیت‌گرا منتشر شده بودند جز اخلاق عینت گرا که مقاله‌ای بود که رند در سمپوزیومی در دانشگاه ویسکانسین در خصوص اخلاقیات عصر ما ارائه کرد. کتاب دربرگیرندهٔ شناسایی و اثبات خودگرایی به عنوان مجموعه قواعد اخلاقی بخردانه، مخرب بودن ایثار، و ماهیت یک حکومت مناسب بود.